# Single Integrated Operational Plan
Single Integrated Operational Plan (SIOP) – zintegrowany plan operacyjny określający sposób wykorzystania amerykańskiego potencjału nuklearnego na wypadek wojny w latach 1960–2003.
Obiektami ataku jądrowego przy użyciu środków strategicznych miały być cele o znaczeniu militarnym, gospodarczym lub politycznym rozlokowane na terytorium ZSRR, ChRL oraz państw członkowskich Układu Warszawskiego. Wyboru celów dokonywała specjalna wojskowa grupa planowania spośród obiektów umieszczonych w tajnej bazie danych aktualizowanej na bieżąco na podstawie danych z rozpoznania satelitarnego, lotniczego oraz informacji wywiadu agenturalnego. Do najważniejszych celów należały: bazy wojskowe, w których rozlokowano broń masowego rażenia, rafinerie, elektrownie, główne węzły komunikacyjne i przeprawy mostowe, duże ośrodki administracyjne i gospodarcze.
Plany SIOP wprowadzono w miejsce opracowywanych wcześniej planów wojny jądrowej z ZSRR, jak plany „Pincher” (1946), „Broiler” (1947), „Grabber” (1948), „Fleetwood” (1949) i „Dropshot” (1949). Wszystkie te plany zakładały wykonanie uderzeń jądrowych na duże miasta i ośrodki przemysłowe przeciwnika z wykorzystaniem lotnictwa strategicznego.

## Wersje planu SIOP

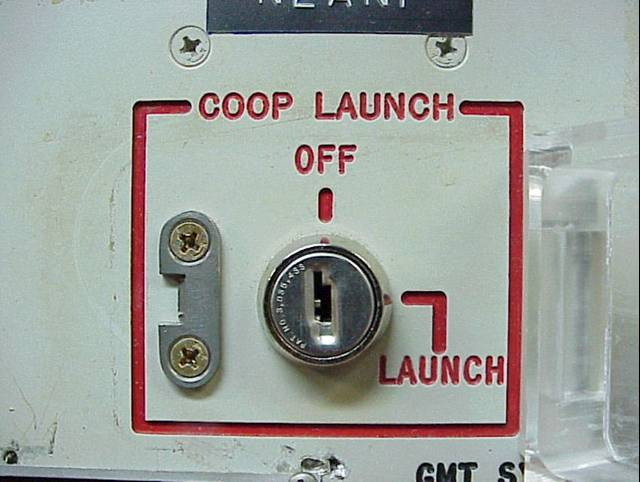
Stacyjka do odpalenia broni jądrowej Minuteman ICBM

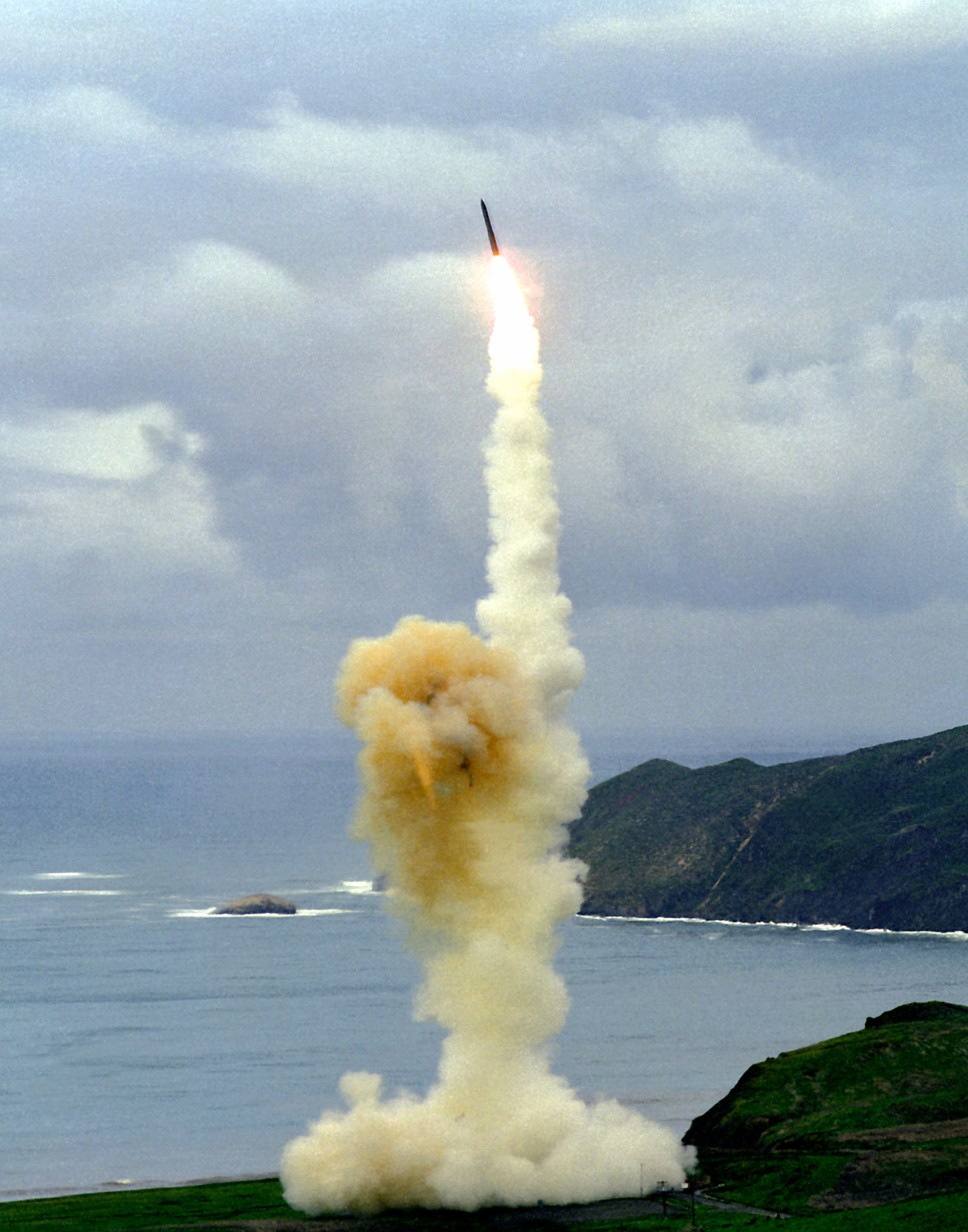
Uruchomienie Minuteman 3

SIOP-62 – pierwsza wersja planu wynikająca z doktryny zmasowanego odwetu, zaakceptowana przez prezydenta Dwighta Eisenhowera. Uwzględniał możliwość uderzenia wyprzedzającego na ZSRR i państwa Układu Warszawskiego przy użyciu 3200 głowic jądrowych, skierowanych na 1060 celów. W wariancie odwetowym zakładano atak na 725 obiektów przy użyciu 1706 ładunków jądrowych. Ich celem było zniszczenie wyrzutni i składnic rakiet, baz lotniczych dla bombowców nosicieli broni jądrowej, centrów dowodzenia oraz ważnych ośrodków przemysłowych i miejskich. W planie tym skoordynowano użycie bombowców B-52 oraz rakiet balistycznych Atlas i Polaris.
SIOP-63 – plan z 1962 r. łączył w sobie założenia doktryny zmasowanego odwetu z elementami doktryny elastycznego reagowania. Zakładano w nim różne opcje wykonania uderzenia nuklearnego. Jedna z nich przewidywała atak tylko na silosy z rakietami, bazy atomowych okrętów podwodnych i lotniska, na których stacjonowały samoloty z bombami atomowymi. Plan ten z niewielkimi zmianami przetrwał do końca lat 60.
SIOP-4 – kolejny plan przyjęty w 1969 r. Jego zasadniczym celem było zniszczenie nuklearnego potencjału ZSRR (cele grupy Alpha) prowadzące do przerwania wojny przez Układ Warszawski. Kolejnym była likwidacja sił konwencjonalnych (cele grupy Bravo), a następnie przemysłu i ośrodków miejskich, służących podtrzymaniu działań wojennych (cele grupy Charlie). Przewidywał pięć wariantów ataku jądrowego, w tym trzech w formie uderzeń wyprzedzających ewentualny atak wojsk Układu Warszawskiego oraz dwóch odwetowych. Pierwszy zakładał uderzenie wyprzedzające przy użyciu 3200 ładunków nuklearnych przeznaczonych do zniszczenia 1700 obiektów grupy Alpha. Drugi atak wyprzedzający z wykorzystaniem 3500 ładunków jądrowych do zniszczenia 2200 celów grupy Alpha i Bravo. W trzeciej przewidywano zaatakowanie celów z użyciem 4200 ładunków do zniszczenia 6500 obiektów grupy Alpha, Bravo i Charlie, z których część znajdowała się w tych samych miejscach. Uderzenia odwetowe w pierwszym wariancie przewidywały atak na 6400 celów grupy Alpha, Bravo i Charlie przy wykorzystaniu 4000 ładunków jądrowych, natomiast w drugim wariancie atak na 2100 celów grupy Alpha i Bravo przy wykorzystaniu 3200 ładunków. W ramach planu SIOP, oprócz amerykańskich ładunków jądrowych, wykorzystane miały być również rakiety brytyjskie rozmieszczone na okrętach podwodnych.
Kolejne wersje planów pod nazwą: SIOP-5, 6 i 7 przyjęte w latach 1974, 1982 i 1988 uwzględniały wykorzystanie nowych środków przenoszenia ładunków jądrowych oraz bardziej elastyczne wykonanie uderzeń w zależności od zaistniałej sytuacji strategicznej. Już w planie SIOP-5 przewidywano możliwość zmiany celów dla poszczególnych środków przenoszenia broni jądrowej oraz skoordynowanie uderzeń jądrowych z atakami przy użyciu broni konwencjonalnej.
W 2003 r. plan SIOP został zastąpiony planem OPLAN 8044. Jedna z jego wersji, plan CONPLAN 8022, zakłada użycie broni jądrowej, nawet w formie prewencyjnej, do zniszczenia celów o dużej „pilności operacyjnej”, tj. takich które mogą stanowić zagrożenie dla pokoju na świecie.